# Harold Sakata
Harold Sakata (Holualoa, 1 de julho de 1920 - Honolulu, 29 de julho de 1982) foi um atleta norte-americano medalhista olímpico de levantamento de peso e lutador profissional de wrestling, mais conhecido por seu papel como Oddjob, o segurança de Auric Goldfinger no filme 007 contra Goldfinger, de 1964.
Nasceu no Havai, de ascendência japonesa, quando foi viver para os Estados Unidos continentais, trocou o nome de batismo, Toshiyuki, por um mais ocidental, Harold. Com apenas 51 kg para os seus 1,73 m, começou a praticar halterofilismo para ficar mais encorpado e ficar "mais parecido com os outros rapazes" e dedicou a juventude ao esporte. Teve tanto sucesso que, em 1948, representou os Estados Unidos nos Jogos Olímpicos de Londres, onde conquistou a medalha de prata no levantamento de peso categoria pesado-ligeiro (até 82,5 kg).
Nos anos 50, Sakata também teve sucesso como lutador profissional de wrestler, sob o nome de "Tosh Togo", tornando-se campeão canadense por equipes em 1954.

## Oddjob
Sakata foi notado pelos produtores dos filmes de 007, Albert Broccoli e Harry Saltzman, pelo seu físico e presença intimidadora, depois de vê-lo num programa de televisão. Apesar dele não ter qualquer experiência anterior como ator, a sua personagem também não tinha qualquer fala e necessitava muito pouca atuação dramática. Antes de Sakata ser escolhido para o papel, outro lutador de wrestler, Milton Reid, havia sido testado para o papel. Mas desde que Reid já havia participado de 007 contra o Satânico Dr. No e morrido no filme, os produtores resolveram dar o papel a Sakata, sem a necessidade de uma prevista luta entre os dois, no qual o vencedor ficaria com o papel.
Como Oddjob, o misto de motorista e assassino implacável e impenetrável de Goldfinger, Sakata tornou-se uma celebridade mundial após o sucesso do filme, e seu chapéu coco preto com lamina de aço na aba, uma marca registrada dos filmes de 007, copiada e parodiada inúmeras vezes. Ele viria a participar de outros filmes de menor sucesso e de séries de TV com George Kennedy, chegando a adotar o nome de seu personagem como seu nome do meio como nome artístico em outros filmes.
Sakata morreu de câncer no pulmão em Honolulu, em julho de 1982, aos 62 anos de idade.